# Sophie Dunsing
Sophie Dunsing (ur. 1 października 1987 w Berlinie) – niemiecka wioślarka.

## Osiągnięcia
- Mistrzostwa Europy – Poznań 2007 – czwórka podwójna – 3. miejsce[1].
- Mistrzostwa Europy – Ateny 2008 – czwórka podwójna – 4. miejsce[1].
- Mistrzostwa Świata – Poznań 2009 – dwójka podwójna – 8. miejsce[1].
- Mistrzostwa Europy – Montemor-o-Velho 2010 – jedynka – 8. miejsce[1].